# Mistrovství Evropy ve fotbale 2024 – skupina A
Skupina A Mistrovství Evropy ve fotbale 2024 začala 14. a skončila 23. června 2024. Tvořily ji Německo, Skotsko, Maďarsko a Švýcarsko.

## Týmy
| Výchozí pozice | Tým       | Kvalifikace         | Datum kvalifikace  | Počet účastí | Poslední účast | Nejlepší výsledek          |
| -------------- | --------- | ------------------- | ------------------ | ------------ | -------------- | -------------------------- |
| A1             | Německo   | hostitel            | 27. září 2018      | 14.          | 2020           | Vítěz (1972, 1980, 1996)   |
| A2             | Skotsko   | druhý tým skupiny A | 15. října 2023     | 4.           | 2020           | skupina (1992, 1996, 2020) |
| A3             | Maďarsko  | vítěz skupiny G     | 16. listopadu 2023 | 5.           | 2020           | 3. místo (1964)            |
| A4             | Švýcarsko | druhý tým skupiny I | 18. listopadu 2023 | 6.           | 2020           | čtvrtfinále (2020)         |

## Výsledky
| Vysvětlivky                                                         |
| ------------------------------------------------------------------- |
| Týmy z prvních a druhých míst postupují do osmifinále               |
| Čtyři nejlépe umístěné týmy ze třetích míst postupují do osmifinále |

### Tabulka
| Tým       | Z | V | R | P | VG | IG | +/- | B |
| --------- | - | - | - | - | -- | -- | --- | - |
| Německo   | 3 | 2 | 1 | 0 | 8  | 2  | +6  | 7 |
| Švýcarsko | 3 | 1 | 2 | 0 | 5  | 3  | +2  | 5 |
| Maďarsko  | 3 | 1 | 0 | 2 | 2  | 5  | -3  | 3 |
| Skotsko   | 3 | 0 | 1 | 2 | 2  | 7  | -5  | 1 |

## Zápasy

### Německo - Skotsko
| 14. června 2024 21:00                                             |        |                   |                                                                        |
| Německo                                                           | 5 : 1  | Skotsko           | Fußball Arena München, Mnichov diváci: 65 052 rozhodčí: Clément Turpin |
| Wirtz 10' Musiala 19' Havertz 45+1' (pen.) Füllkrug 68' Can 90+3' | Zpráva | 87' (vl.) Rüdiger | Fußball Arena München, Mnichov diváci: 65 052 rozhodčí: Clément Turpin |

| Německo | Skotsko |

| BR                | 1  | Manuel Neuer           |     |     |
| PO                | 6  | Joshua Kimmich         |     |     |
| SO                | 2  | Antonio Rüdiger        |     |     |
| SO                | 4  | Jonathan Tah           | 62' |     |
| LO                | 18 | Maximilian Mittelstädt |     |     |
| SZ                | 23 | Robert Andrich         | 31' | 46' |
| SZ                | 8  | Toni Kroos             |     | 80' |
| PK                | 10 | Jamal Musiala          |     | 73' |
| OZ                | 21 | İlkay Gündoğan (c)     |     |     |
| LK                | 17 | Florian Wirtz          |     | 63' |
| SÚ                | 7  | Kai Havertz            |     | 63' |
| Nahrazující:      |    |                        |     |     |
| ZÁ                | 5  | Pascal Groß            |     | 46' |
| ÚT                | 9  | Niclas Füllkrug        |     | 63' |
| ÚT                | 19 | Leroy Sané             |     | 63' |
| ÚT                | 13 | Thomas Müller          |     | 74' |
| ZÁ                | 25 | Emre Can               |     | 80' |
| Trenér:           |    |                        |     |     |
| Julian Nagelsmann |    |                        |     |     |

| BR           | 1  | Angus Gunn           |     |     |
| SO           | 13 | Jack Hendry          |     |     |
| SO           | 15 | Ryan Porteous        | 44' |     |
| SO           | 6  | Kieran Tierney       |     | 77' |
| PZ           | 2  | Anthony Ralston      | 48' |     |
| SZ           | 8  | Callum McGregor      |     | 67' |
| SZ           | 4  | Scott McTominay      |     |     |
| LZ           | 3  | Andrew Robertson (c) |     |     |
| PK           | 7  | John McGinn          |     | 67' |
| SÚ           | 10 | Ché Adams            |     | 46' |
| LK           | 11 | Ryan Christie        |     | 82' |
| Nahrazující: |    |                      |     |     |
| OB           | 5  | Grant Hanley         |     | 46' |
| ZÁ           | 14 | Billy Gilmour        |     | 67' |
| ZÁ           | 23 | Kenny McLean         |     | 67' |
| OB           | 26 | Scott McKenna        |     | 77' |
| ÚT           | 9  | Lawrence Shankland   |     | 82' |
| Trenér:      |    |                      |     |     |
| Steve Clarke |    |                      |     |     |

| Muž zápasu: Jamal Musiala Asistenti rozhodčího: Nicolas Danos Benjamin Pages Čtvrtý rozhodčí: François Letexier Náhradní rozhodčí: Cyril Mugnier Videorozhodčí: Jérôme Brisard Asistenti videorozhodčího: Willy Delajod Massimiliano Irrati |

### Maďarsko - Švýcarsko
| 15. června 2024 15:00 |        |                                     |                                                                         |
| Maďarsko              | 1 : 3  | Švýcarsko                           | Cologne Stadium, Kolín nad Rýnem diváci: 41 676 rozhodčí: Slavko Vinčić |
| Varga 66'             | Zpráva | 12' Duah 45' Aebischer 90+3' Embolo | Cologne Stadium, Kolín nad Rýnem diváci: 41 676 rozhodčí: Slavko Vinčić |

| Maďarsko | Švýcarsko |

| BR           | 1  | Péter Gulácsi          |     |     |
| SO           | 2  | Ádám Lang              |     | 46' |
| SO           | 6  | Willi Orbán            |     |     |
| SO           | 4  | Attila Szalai          | 69' | 79' |
| DZ           | 8  | Ádám Nagy              |     | 67' |
| DZ           | 13 | András Schäfer         |     |     |
| PZ           | 5  | Attila Fiola           | 88' |     |
| LZ           | 11 | Milos Kerkez           |     | 79' |
| OZ           | 20 | Roland Sallai          |     |     |
| OZ           | 10 | Dominik Szoboszlai (c) |     |     |
| SÚ           | 19 | Barnabás Varga         |     |     |
| Nahrazující: |    |                        |     |     |
| OB           | 14 | Bendegúz Bolla         |     | 46' |
| ZÁ           | 15 | László Kleinheisler    |     | 67' |
| ÚT           | 9  | Martin Ádám            |     | 79' |
| OB           | 24 | Márton Dárdai          |     | 79' |
| Trenér:      |    |                        |     |     |
| Marco Rossi  |    |                        |     |     |

| BR           | 1           | Yann Sommer       |     |     |
| SO           | 22          | Fabian Schär      |     |     |
| SO           | 5           | Manuel Akanji     |     |     |
| SO           | 13          | Ricardo Rodriguez |     |     |
| DZ           | 10          | Granit Xhaka (c)  |     |     |
| DZ           | 8           | Remo Freuler      | 59' | 86' |
| PZ           | 3           | Silvan Widmer     | 5'  | 68' |
| LZ           | 19          | Dan Ndoye         |     |     |
| OZ           | 20          | Michel Aebischer  |     |     |
| OZ           | 17          | Ruben Vargas      |     | 74' |
| SÚ           | 18          | Kwadwo Duah       |     | 68' |
| Nahrazující: |             |                   |     |     |
| ÚT           | 25          | Zeki Amdouni      |     | 68' |
| OB           | 2           | Leonidas Stergiou |     | 68' |
| ÚT           | 7           | Breel Embolo      |     | 74' |
| ZÁ           | 16          | Vincent Sierro    |     | 86' |
| ZÁ           | 26          | Fabian Rieder     |     | 86' |
| Trenér:      |             |                   |     |     |
| Murat Yakin  | Murat Yakin | Murat Yakin       | 88' |     |

| Muž zápasu: Granit Xhaka Asistenti rozhodčího: Tomaž Klančnik Andraž Kovačič Čtvrtý rozhodčí: Rade Obrenovic Náhradní rozhodčí: Jure Paprotnik Videorozhodčí: Nejc Kajtazovic Asistenti videorozhodčího: Bartosz Frankowski Tomasz Kwiatkowski |

### Německo - Maďarsko
| 19. června 2024 18:00    |        |          |                                                                    |
| Německo                  | 2 : 0  | Maďarsko | Stuttgart Arena, Stuttgart diváci: 54 000 rozhodčí: Danny Makkelie |
| Musiala 22' Gündoğan 67' | Zpráva |          | Stuttgart Arena, Stuttgart diváci: 54 000 rozhodčí: Danny Makkelie |

| Německo | Maďarsko |

| BR                | 1  | Manuel Neuer           |     |     |
| PO                | 6  | Joshua Kimmich         |     |     |
| SO                | 2  | Antonio Rüdiger        | 27' |     |
| SO                | 4  | Jonathan Tah           |     |     |
| LO                | 18 | Maximilian Mittelstädt | 89' |     |
| SZ                | 23 | Robert Andrich         |     | 72' |
| SZ                | 8  | Toni Kroos             |     |     |
| PK                | 10 | Jamal Musiala          |     | 72' |
| OZ                | 21 | İlkay Gündoğan (c)     |     | 84' |
| LK                | 17 | Florian Wirtz          |     | 58' |
| SÚ                | 7  | Kai Havertz            |     | 58' |
| Nahrazující:      |    |                        |     |     |
| ÚT                | 9  | Niclas Füllkrug        |     | 58' |
| ZÁ                | 19 | Leroy Sané             |     | 58' |
| ZÁ                | 25 | Emre Can               |     | 72' |
| ZÁ                | 11 | Chris Führich          |     | 72' |
| ÚT                | 26 | Deniz Undav            |     | 84' |
| Trenér:           |    |                        |     |     |
| Julian Nagelsmann |    |                        |     |     |

| BR           | 1           | Péter Gulácsi          |       |     |
| SO           | 5           | Attila Fiola           |       |     |
| SO           | 6           | Willi Orbán            |       |     |
| SO           | 24          | Márton Dárdai          |       |     |
| PZ           | 14          | Bendegúz Bolla         |       | 76' |
| SZ           | 8           | Ádám Nagy              |       | 64' |
| SZ           | 13          | András Schäfer         |       |     |
| LZ           | 11          | Milos Kerkez           |       | 76' |
| OZ           | 20          | Roland Sallai          |       | 87' |
| OZ           | 10          | Dominik Szoboszlai (c) |       |     |
| SÚ           | 19          | Barnabás Varga         | 23'   | 87' |
| Nahrazující: |             |                        |       |     |
| ZÁ           | 15          | László Kleinheisler    |       | 67' |
| OB           | 18          | Zsolt Nagy             |       | 76' |
| ÚT           | 9           | Martin Ádám            |       | 76' |
| ZÁ           | 16          | Dániel Gazdag          |       | 87' |
| ÚT           | 23          | Kevin Csoboth          | 90+3' | 87' |
| Trenér:      |             |                        |       |     |
| Marco Rossi  | Marco Rossi | Marco Rossi            | 90+3' |     |

| Muž zápasu: İlkay Gündoğan Asistenti rozhodčího: Hessel Steegstra Jan de Vries Čtvrtý rozhodčí: Serdar Gözübüyük Náhradní rozhodčí: Johan Balder Videorozhodčí: Rob Dieperink Asistenti videorozhodčího: Pol van Boekel Stuart Attwell |

### Skotsko - Švýcarsko
| 19. června 2024 21:00 |        |             |                                                                         |
| Skotsko               | 1 : 1  | Švýcarsko   | Cologne Stadium, Kolín nad Rýnem diváci: 42 711 rozhodčí: Ivan Kružliak |
| McTominay 13'         | Zpráva | 26' Shaqiri | Cologne Stadium, Kolín nad Rýnem diváci: 42 711 rozhodčí: Ivan Kružliak |

| Skotsko | Švýcarsko |

| BR           | 1  | Angus Gunn           |     |     |
| SO           | 13 | Jack Hendry          |     |     |
| SO           | 5  | Grant Hanley         |     |     |
| SO           | 6  | Kieran Tierney       |     | 61' |
| PKO          | 2  | Anthony Ralston      |     |     |
| LKO          | 3  | Andrew Robertson (c) |     |     |
| SZ           | 14 | Billy Gilmour        |     | 79' |
| SZ           | 8  | Callum McGregor      |     |     |
| PK           | 4  | Scott McTominay      | 51' |     |
| LK           | 7  | John McGinn          | 71' | 90' |
| SÚ           | 10 | Ché Adams            |     | 90' |
| Nahrazující: |    |                      |     |     |
| OB           | 26 | Scott McKenna        | 68' | 61' |
| ZÁ           | 23 | Kenny McLean         |     | 79' |
| ÚT           | 11 | Ryan Christie        |     | 90' |
| ÚT           | 9  | Lawrence Shankland   |     | 90' |
| Trenér:      |    |                      |     |     |
| Steve Clarke |    |                      |     |     |

| BR           | 1  | Yann Sommer       |     |     |
| SO           | 22 | Fabian Schär      |     |     |
| SO           | 5  | Manuel Akanji     |     |     |
| SO           | 13 | Ricardo Rodriguez | 31' |     |
| DZ           | 10 | Granit Xhaka (c)  |     |     |
| DZ           | 8  | Remo Freuler      |     | 75' |
| PZ           | 3  | Silvan Widmer     |     | 86' |
| LZ           | 23 | Xherdan Shaqiri   |     | 60' |
| OZ           | 20 | Michel Aebischer  |     |     |
| OZ           | 17 | Ruben Vargas      |     | 75' |
| SÚ           | 19 | Dan Ndoye         |     | 86' |
| Nahrazující: |    |                   |     |     |
| ÚT           | 7  | Breel Embolo      |     | 60' |
| ZÁ           | 16 | Vincent Sierro    | 86' | 75' |
| ZÁ           | 26 | Fabian Rieder     |     | 75' |
| ÚT           | 25 | Zeki Amdouni      |     | 86' |
| OB           | 2  | Leonidas Stergiou |     | 86' |
| Trenér:      |    |                   |     |     |
| Murat Yakin  |    |                   |     |     |

| Muž zápasu: Manuel Akanji Asistenti rozhodčího: Branislav Hancko Jan Pozor Čtvrtý rozhodčí: Irfan Peljto Náhradní rozhodčí: Senad Ibrišimbegović Videorozhodčí: Tomasz Kwiatkowski Asistenti videorozhodčího: Bartosz Frankowski Nejc Kajtazovič |

### Švýcarsko - Německo
| 23. června 2024 21:00 |        |                |                                                                            |
| Švýcarsko             | 1 : 1  | Německo        | Waldstadion, Frankfurt nad Mohanem diváci: 46 685 rozhodčí: Daniele Orsato |
| Ndoye 28'             | Zpráva | 90+2' Füllkrug | Waldstadion, Frankfurt nad Mohanem diváci: 46 685 rozhodčí: Daniele Orsato |

| Švýcarsko | Německo |

| BR           | 1  | Yann Sommer       |     |     |
| SO           | 22 | Fabian Schär      |     |     |
| SO           | 5  | Manuel Akanji     |     |     |
| SO           | 13 | Ricardo Rodriguez |     |     |
| DZ           | 8  | Remo Freuler      |     |     |
| DZ           | 10 | Granit Xhaka (c)  | 67' |     |
| PZ           | 3  | Silvan Widmer     | 81' |     |
| LZ           | 20 | Michel Aebischer  |     |     |
| PK           | 19 | Dan Ndoye         | 28' | 65' |
| LK           | 26 | Fabian Rieder     |     | 65' |
| SÚ           | 7  | Breel Embolo      |     | 65' |
| Nahrazující: |    |                   |     |     |
| ÚT           | 25 | Kwadwo Duah       |     | 65' |
| ZÁ           | 17 | Ruben Vargas      |     | 65' |
| ÚT           | 18 | Zeki Amdouni      |     | 65' |
| Trenér:      |    |                   |     |     |
| Murat Yakin  |    |                   |     |     |

| BR                | 1  | Manuel Neuer           |     |     |
| PO                | 6  | Joshua Kimmich         |     |     |
| SO                | 2  | Antonio Rüdiger        |     |     |
| SO                | 4  | Jonathan Tah           | 39' | 61' |
| LO                | 18 | Maximilian Mittelstädt |     | 61' |
| SZ                | 23 | Robert Andrich         |     | 65' |
| SZ                | 8  | Toni Kroos             |     |     |
| PK                | 10 | Jamal Musiala          |     | 76' |
| OZ                | 21 | İlkay Gündoğan (c)     |     |     |
| LK                | 17 | Florian Wirtz          |     | 76' |
| SÚ                | 7  | Kai Havertz            |     |     |
| Nahrazující:      |    |                        |     |     |
| OB                | 15 | Nico Schlotterbeck     |     | 61' |
| OB                | 3  | David Raum             |     | 61' |
| ÚT                | 14 | Maximilian Beier       |     | 65' |
| ZÁ                | 19 | Leroy Sané             |     | 76' |
| ÚT                | 9  | Niclas Füllkrug        |     | 76' |
| Trenér:           |    |                        |     |     |
| Julian Nagelsmann |    |                        |     |     |

| Muž zápasu: Granit Xhaka Asistenti rozhodčího: Ciro Carbone Alessandro Giallatini Čtvrtý rozhodčí: Marco Guida Náhradní rozhodčí: Filippo Meli Videorozhodčí: Massimiliano Irrati Asistenti videorozhodčího: Paolo Valeri Cătălin Popa |

### Skotsko - Maďarsko
| 23. června 2024 21:00 |        |                |                                                                   |
| Skotsko               | 0 : 1  | Maďarsko       | Stuttgart Arena, Stuttgart diváci: 54 000 rozhodčí: Facundo Tello |
|                       | Zpráva | 90+10' Csoboth | Stuttgart Arena, Stuttgart diváci: 54 000 rozhodčí: Facundo Tello |

| Skotsko | Maďarsko |

| BR           | 1  | Angus Gunn           |     |     |
| SO           | 13 | Jack Hendry          |     |     |
| SO           | 5  | Grant Hanley         |     |     |
| SO           | 26 | Scott McKenna        |     |     |
| PKO          | 2  | Anthony Ralston      |     | 83' |
| LKO          | 3  | Andrew Robertson (c) |     | 89' |
| PZ           | 7  | John McGinn          |     | 76' |
| SZ           | 14 | Billy Gilmour        |     | 83' |
| SZ           | 8  | Callum McGregor      |     |     |
| LZ           | 4  | Scott McTominay      | 51' |     |
| SÚ           | 10 | Ché Adams            |     | 76' |
| Nahrazující: |    |                      |     |     |
| ZÁ           | 17 | Stuart Armstrong     |     | 76' |
| ÚT           | 9  | Lawrence Shankland   |     | 76' |
| ZÁ           | 11 | Ryan Christie        |     | 83' |
| ZÁ           | 23 | Kenny McLean         |     | 83' |
| ÚT           | 18 | Lewis Morgan         |     | 89' |
| Trenér:      |    |                      |     |     |
| Steve Clarke |    |                      |     |     |

| BR                          | 1  | Péter Gulácsi          |        |     |
| SO                          | 21 | Endre Botka            |        |     |
| SO                          | 6  | Willi Orbán            | 26'    |     |
| SO                          | 24 | Márton Dárdai          |        | 74' |
| PZ                          | 14 | Bendegúz Bolla         |        | 86' |
| SZ                          | 17 | Callum Styles          | 18'    | 61' |
| SZ                          | 13 | András Schäfer         | 44'    |     |
| LZ                          | 11 | Milos Kerkez           |        | 86' |
| OZ                          | 20 | Roland Sallai          |        |     |
| OZ                          | 10 | Dominik Szoboszlai (c) |        |     |
| SÚ                          | 19 | Barnabás Varga         |        | 74' |
| Nahrazující:                |    |                        |        |     |
| ZÁ                          | 8  | Ádám Nagy              |        | 61' |
| OB                          | 4  | Attila Szalai          |        | 74' |
| ÚT                          | 9  | Martin Ádám            |        | 74' |
| ÚT                          | 23 | Kevin Csoboth          | 90+11' | 86' |
| OB                          | 18 | Zsolt Nagy             |        | 86' |
| Ostatní disciplinární akce: |    |                        |        |     |
| ZÁ                          | 15 | László Kleinheisler    | 75'    |     |
| Trenér:                     |    |                        |        |     |
| Marco Rossi                 |    |                        |        |     |

| Muž zápasu: Roland Sallai Asistenti rozhodčího: Gabriel Chade Ezequiel Brailovsky Čtvrtý rozhodčí: Espen Eskås Náhradní rozhodčí: Jan Erik Engan Videorozhodčí: Alejandro Hernández Hernández Asistenti videorozhodčího: Juan Martínez Munuera Tiago Martins |

Poznámky
1. ↑  László Kleinheisler obdržel žlutou kartu na lavičce, i přes to, že do zápasu nenastoupil.

## Disciplína
Body fair play se použily jako rozhodující, pokud byly celkové a vzájemné výsledky týmů vyrovnané. Ty se vypočítaly na základě žlutých a červených karet obdržených ve všech zápasech skupiny takto:
- první žlutá karta: - 1 bod;
- nepřímá červená karta (druhá žlutá karta): - 3 body;
- přímá červená karta: - 4 body;
- žlutá karta a přímá červená karta: - 5 bodů;

V jednom zápase šlo na hráče uplatnit pouze jeden z výše uvedených odečtů.
| Tým       | 1. Kolo | 1. Kolo                                                    | 1. Kolo   | 1. Kolo                         | 2. Kolo | 2. Kolo                                                    | 2. Kolo   | 2. Kolo                         | 3. Kolo | 3. Kolo                                                    | 3. Kolo   | 3. Kolo                         | Body |
| Tým       |         | Žlutá karta udělena · Žlutá karta udělena opět · Vyloučení | Vyloučení | Žlutá karta udělena · Vyloučení |         | Žlutá karta udělena · Žlutá karta udělena opět · Vyloučení | Vyloučení | Žlutá karta udělena · Vyloučení |         | Žlutá karta udělena · Žlutá karta udělena opět · Vyloučení | Vyloučení | Žlutá karta udělena · Vyloučení | Body |
| --------- | ------- | ---------------------------------------------------------- | --------- | ------------------------------- | ------- | ---------------------------------------------------------- | --------- | ------------------------------- | ------- | ---------------------------------------------------------- | --------- | ------------------------------- | ---- |
| Německo   | 2       |                                                            |           |                                 | 2       |                                                            |           |                                 | 1       |                                                            |           |                                 | −5   |
| Švýcarsko | 3       |                                                            |           |                                 | 2       |                                                            |           |                                 | 3       |                                                            |           |                                 | −8   |
| Skotsko   | 1       |                                                            | 1         |                                 | 3       |                                                            |           |                                 | 1       |                                                            |           |                                 | −8   |
| Maďarsko  | 2       |                                                            |           |                                 | 4       |                                                            |           |                                 | 5       |                                                            |           |                                 | −11  |